# Критерій Діні-Ліпшиця
У математиці, критерій Діні-Ліпшиця — достатнья умова для ряду Фур'є періодичної функції рівномірно збігатися в усіх дійсних числах. Його запровадив Уліссе Діні у 1872 р., як посилення слабшого критерію, запропонованого Рудольфом Ліпшицом у 1864 р. Критерій стверджує, що ряд Фур'є періодичної функції f рівномірно сходиться на дійсній прямій, якщо
{\displaystyle \lim _{\delta \rightarrow 0^{+}}\omega (\delta ,f)\log(\delta )=0}
де {\displaystyle \omega } — модуль неперервності {\displaystyle f} відносно {\displaystyle \delta }.